# Oberlaitsch
Oberlaitsch (oberfränkisch: Lahdsch) ist ein Gemeindeteil der Gemeinde Harsdorf im Landkreis Kulmbach (Oberfranken, Bayern). Oberlaitsch liegt in der Gemarkung Harsdorf.

## Geographie
Das Dorf liegt auf einen Höhenzug, der zum Obermainischen Hügellandes zählt. Im Nordwesten grenzt der Trebgaster Forst an. Gemeindeverbindungsstraßen führen nach Zettmeisel (1,3 km südöstlich) und nach Lanzendorf (2,7 km nordöstlich). Anliegerwege führen nach Holzlucken (0,4 km südwestlich) und nach Unitz (0,5 km südlich).

## Geschichte
Der Ort wurde 1398 als „Lawtsch“ erstmals urkundlich erwähnt. Der Ortsname leitet sich vom Laitschwald ab, dem das Wort „loviščě“ (slaw. für Jagdgrund) zugrunde liegt. Der Ort selber wurde aber erst später nach der slawischen Siedlungstätigkeit gegründet.
Oberlaitsch gehörte zur Realgemeinde Harsdorf. Gegen Ende des 18. Jahrhunderts bestand Oberlaitsch aus 6 Anwesen (3 Höfe, 2 Halbhöfe, 1 Tropfhaus). Das Hochgericht übte das bayreuthische Stadtvogteiamt Kulmbach aus. Das Stiftskastenamt Himmelkron war Grundherr sämtlicher Anwesen.
Von 1797 bis 1810 unterstand der Ort dem Justiz- und Kammeramt Kulmbach. Mit dem Gemeindeedikt wurde Oberlaitsch dem 1811 gebildeten Steuerdistrikt Harsdorf und der 1812 gebildeten gleichnamigen Ruralgemeinde zugewiesen.

### Ehemaliges Baudenkmal
- Haus Nr. 2: Eingeschossiger Wohn- und Stallbau aus Sandstein, mit Schleppdach von 1787 (bezeichnet am Türschlussstein). – Im Hof Speicherhaus, über Sandstein-Kellergeschoss mit hübschem Riegelfachwerk; darüber Taubenschlag; wohl Anfang des 19. Jahrhunderts.[10]

### Einwohnerentwicklung
| Jahr      | 001809 | 001818 | 001861 | 001871 | 001885 | 001900 | 001925 | 001950 | 001961 | 001970 | 001987 |
| Einwohner | 45 *   | 55     | 54     | 42     | 53     | 42     | 50     | 67     | 57     | 54     | 39     |
| Häuser    |        | 7      |        |        | 6      | 6      | 7      | 6      | 10     |        | 10     |
| Quelle    | [ 12 ] | [ 8 ]  | [ 13 ] | [ 14 ] | [ 15 ] | [ 16 ] | [ 17 ] | [ 18 ] | [ 19 ] | [ 20 ] | [ 1 ]  |

## Religion
Oberlaitsch ist seit der Reformation evangelisch-lutherisch geprägt und war ursprünglich nach St. Johannes (Trebgast) gepfarrt. Seit den 1950er Jahren ist die Pfarrei St. Martin (Harsdorf) zuständig.